# LibreOffice
LibreOffice (forkortet LO) er en fri og open source kontorpakke. der udvikles af non-profit organisationen The Document Foundation. Navnet, LibreOffice, er en hybrid med første del Libre, hvilket betyder Fri på både spansk og fransk – og det engelske ord Office. Som fri software er det frit at downloade, anvende og distribuere. LO er skrevet i programmeringssproget C++. LO er konvertibelt med andre Office-pakker: Microsoft Office og OpenOffice.org bl.a.

## Styresystemer
LibreOffice findes til tre styresystemer: Microsoft Windows, Apple macOS og Linux.
Til Linux-distributionen Ubuntu findes Writer, Calc og Impress indbygget og som enkelte programmer.

## LO består af seks bestanddele
Programpakken LibreOffice består af seks programmer, som er:
Writer er et tekstbehandlingsprogram med tilhørende online manual. Writer har auto-fill og kan bl.a. gemme i formater, som er konvertible med Microsoft Word, .rtf og .doc samt .docx og .txt
Calc er et regneark med online manual, der bl.a. kan gemme i formater, så de er konvertible med Microsoft Excel, .xlsx og .xls
Impress er et præsentationsprogram med online manual, som bl.a. kan gemme i formater, der er konvertible med Microsoft PowerPoint, .ppt og .pptx
Base er et databaseprogram med tilhørende manual, som er konvertibelt med Microsoft Access.
Draw er et tegneprogram med manual.
Math er en equation editor med manual, der bl.a. kan skrive vandret brøkstreg ligesom TI-89 (med pretty print) og LaTeX.

### Anvendelse i undervisning
Som supplement til LibreOffice regneark (Calc) og equation editor (Math) anvendes open source CAS-programmer som GeoGebra & Xcas i folkeskolens og gymnasiets matematiktimer. Også universiteter anvender LibreOffice i begrænset omfang; for universiteter anvender især MS Office 365 og Maple.

## Historie
Den 28. september 2010, dannede nogle medlemmer af OpenOffice.org-projektet en ny gruppe kaldet The Document Foundation og en ny genbrandet gren af OpenOffice.org kaldet LibreOffice. The Document Foundation koordinerer udviklingen af LibreOffice. Oracle var inviteret til at blive medlem af The Document Foundation, men de valgte at donere OpenOffice.org-brandet til The Apache Foundation. Deres produkt er Apache OpenOffice.
OpenOffice.org fortsætter med at fungere som et open source-fællesskab på trods af den nye LibreOffice-gren.

### Siden 2011 har der været afholdt årlige konferencer om LO
2011 i Paris
2012 i Berlin
2013 i Milano
2014 i Bern
2015 i Aarhus
2016 i Brno
2017 i Rom
2018 i Tirana
2019 i Almería
2020 som webkonference
2021 som webkonference